# Еґонс Лівс
Еґонс Лівс (латис. Egons Līvs; справжнє ім'я Еґонс Гутманіс (*31 серпня 1924, Єлгава — †1 квітня 1989, Рига) — латвійський письменник, журналіст і кіносценарист у період совєцької окупації. Доброволець Латвійського легіону Ваффен-СС. 

## Біографія
Народився 31 серпня 1934 в Єлгаві, в сім'ї залізничника.
Навчався в Лієпайському вечірньому технікумі (1940-1942), працював на залізниці. Мобілізований в Латвійський легіон (1943-1945). Після війни кримінальний режим Сталіна катував його на Біломорсько-Балтійському каналі. Звільнений з російських концтаборів 1950, влаштувався на роботу в Лієпайському рибному порту.
З 1965 по 1969 спеціальний кореспондент головної окупаційної газети Латвії «Cīņa» в Лієпаї. Невдовзі переходить на Ризьку кіностудію, 1969-1973 редактор сценарного відділу.
Публікується з 1959, у творах - будні порту. 
Лауреат літературної премії ім. Віліса Лациса (1979).
За романом «Чортів кряж» на Литовській кіностудії знятий художній фільм «Почуття» (1968). Сценарій Вітаутаса Жалакявічуса, режисери Альмантас Ґрікявічюс і Альґірдас Дауса. У театрах Риги і Лієпаї цей роман був інсценований і йшов в репертуарі під назвою «Близнюки Чортового кряжа». Постановки 1967 і 1977.
Помер в Ризі, похований на Лісовому цвинтарі.

## Фільмографія
- 1967 — «Ранок в тумані» — сценарист
- 1971 — «Танець метелика» — редактор
- 1974 — «Перше літо» — сценарист
- 1978 — «Велика новорічна ніч» — сценарист
- 1979 — «Ніч без птахів» — сценарист
- 1983 — «Кам'янистий шлях» — сценарист
- 1984 — «Борг в любові» — сценарист